# 奎宿十三
奎宿十三（双鱼座υ，υ Psc）是双鱼座的一颗恒星，视星等为+4.76，距离地球约308光年。